# Раск (Тексас)
Раск (енгл. Rusk) град је у америчкој савезној држави Тексас. По попису становништва из 2010. у њему је живело 5.551 становника.

## Демографија
Према попису становништва из 2010. у граду је живело 5.551 становника, што је 466 (9,2%) становника више него 2000. године.
| Група             | 2000.         | 2010.         |
| Белци             | 3.121 (61,4%) | 3.302 (59,5%) |
| Афроамериканци    | 1.526 (30,0%) | 1.473 (26,5%) |
| Азијати           | 49 (1,0%)     | 27 (0,5%)     |
| Хиспаноамериканци | 352 (6,9%)    | 669 (12,1%)   |
| Укупно            | 5.085         | 5.551         |